# Khallifah Rosser
Khallifah Rosser (* 13. Juli 1995 in Fontana, Kalifornien) ist ein US-amerikanischer Leichtathlet, der sich auf den Hürdenlauf spezialisiert hat.

## Sportliche Laufbahn
Khallifah Rosser wuchs in Kalifornien auf und sammelt 2013 erste Erfahrungen bei internationalen Meisterschaften, als er bei den Panamerikanischen Juniorenmeisterschaften in Medellín in 50,75 s die Goldmedaille im 400-Meter-Hürdenlauf gewann. 2015 begann er ein Studium an der California State University, Los Angeles und siegte im selben Jahr in 49,25 s bei den U23-NACAC-Meisterschaften in San Salvador im Hürdenlauf sowie in 3:00,89 min auch mit der US-amerikanischen 4-mal-400-Meter-Staffel. 2018 gewann er bei den NACAC-Meisterschaften in Toronto in 49,13 s die Bronzemedaille hinter Kyron McMaster von den Britischen Jungferninseln und dem Jamaikaner Annsert Whyte. 2022 siegte er in 48,45 s beim Felix Sánchez Classic und siegte kurz darauf in 48,25 s beim Meeting International Mohammed VI d’Athlétisme de Rabat. Im Juli klassierte er sich bei den Weltmeisterschaften in Eugene mit 47,88 s im Finale auf dem fünften Platz und anschließend wurde er beim Memoriał Kamili Skolimowskiej in 48,30 s Zweiter. Bei den NACAC-Meisterschaften in Freeport gewann er in 47,59 s die Silbermedaille hinter Kyron McMaster und siegte in 3:01,79 min in der 4-mal-400-Meter-Staffel. Ende August wurde er beim Memorial Van Damme in 47,88 s Zweiter und auch bei Weltklasse Zürich gelangte er mit 47,76 s auf Rang zwei.

## Persönliche Bestzeiten
- 400 Meter: 45,74 s, 9. April 2016 in Norwalk
  - 400 Meter (Halle): 46,63 s, 21. Januar 2017 in Nampa
- 400 m Hürden: 47,59 s, 21. August 2022 in Freeport